# Vouhenans
Vouhenans és un municipi francès situat al departament de l'Alt Saona i a la regió de Borgonya - Franc Comtat. L'any 2007 tenia 405 habitants.

## Demografia

### Població
El 2007 la població de fet de Vouhenans era de 405 persones. Hi havia 156 famílies, de les quals 36 eren unipersonals (12 homes vivint sols i 24 dones vivint soles), 48 parelles sense fills, 64 parelles amb fills i 8 famílies monoparentals amb fills.
La població ha evolucionat segons el següent gràfic:
Habitants censats

### Habitatges
El 2007 hi havia 178 habitatges, 159 eren l'habitatge principal de la família, 10 eren segones residències i 9 estaven desocupats. 161 eren cases i 16 eren apartaments. Dels 159 habitatges principals, 133 estaven ocupats pels seus propietaris, 22 estaven llogats i ocupats pels llogaters i 4 estaven cedits a títol gratuït; 4 tenien una cambra, 3 en tenien dues, 16 en tenien tres, 21 en tenien quatre i 115 en tenien cinc o més. 131 habitatges disposaven pel capbaix d'una plaça de pàrquing. A 55 habitatges hi havia un automòbil i a 92 n'hi havia dos o més.

### Piràmide de població
La piràmide de població per edats i sexe el 2009 era:
| Homes | Edats   | Dones |
| ----- | ------- | ----- |
| 0     | 95 o +  | 0     |
| 0     | 90 a 94 | 0     |
| 0     | 85 a 89 | 0     |
| 0     | 80 a 84 | 0     |
| 0     | 75 a 79 | 4     |
| 8     | 70 a 74 | 8     |
| 12    | 65 a 69 | 12    |
| 4     | 60 a 64 | 20    |
| 12    | 55 a 59 | 0     |
| 0     | 50 a 54 | 16    |
| 8     | 45 a 49 | 0     |
| 28    | 40 a 44 | 24    |
| 12    | 35 a 39 | 8     |
| 32    | 30 a 34 | 28    |
| 8     | 25 a 29 | 24    |
| 4     | 20 a 24 | 12    |
| 20    | 15 a 19 | 4     |
| 20    | 10 a 14 | 20    |
| 36    | 5 a 9   | 12    |
| 20    | 0 a 4   | 12    |

## Economia
El 2007 la població en edat de treballar era de 270 persones, 204 eren actives i 66 eren inactives. De les 204 persones actives 183 estaven ocupades (93 homes i 90 dones) i 21 estaven aturades (12 homes i 9 dones). De les 66 persones inactives 24 estaven jubilades, 24 estaven estudiant i 18 estaven classificades com a «altres inactius».

### Ingressos
El 2009 a Vouhenans hi havia 161 unitats fiscals que integraven 404,5 persones, la mediana anual d'ingressos fiscals per persona era de 17.448 €.

### Activitats econòmiques
Dels 10 establiments que hi havia el 2007, 1 era d'una empresa de fabricació d'altres productes industrials, 4 d'empreses de construcció, 2 d'empreses de comerç i reparació d'automòbils, 2 d'empreses de serveis i 1 d'una empresa classificada com a «altres activitats de serveis».
Dels 6 establiments de servei als particulars que hi havia el 2009, 1 era un taller de reparació d'automòbils i de material agrícola, 2 paletes, 1 guixaire pintor, 1 lampisteria i 1 perruqueria.
L'any 2000 a Vouhenans hi havia 6 explotacions agrícoles que ocupaven un total de 303 hectàrees.

## Poblacions més properes
El següent diagrama mostra les poblacions més properes.